# Östanå pappersbruk, Östra Göinge kommun
Ej att förväxla med Östanå pappersbruk, Hälsingland.
Östanå pappersbruk var ett bruksföretag i Östanå i Östra Göinge kommun. Det var verksamt mellan 1797 och 1981.

## Historik
Östanå pappersmölla grundades 1797 vid Helge å av Joachim Staël von Holstein. Där tillverkades tryckpapper, bland annat på export till Storbritannien och Japan, samt tändstickor och kimrök. 
Bruket ägdes senare av Olof Olcén, som 1855 sålde det till regementsbokhållaren Ludvig Littorin (1800–1889) i Kristianstad. Denne anlade bland annat vägar, lät anskaffa maskiner och drev det efter mer moderna metoder. Godsägaren Moritz Hagemann (1810–1884) från Schleswig köpte bruket 1872, efter att han flyttat från Schleswig som en följd av Preussens seger i dansk-tyska kriget och Danmarks efterföljande landavträdelse. 
På 1870-talet gick produktionen ned, och från 1885 producerade bruket endast mekanisk pappersmassa, förutom benmjöl och kimrök. Från 1904 var pappersproduktionen igång igen, efter det att ett nytt pappersbruk byggts, med en pappersmaskin för tidningspapper från Tyskland. 
Från Glimminge norra lastplats, nära Glimminge station på Kristianstad–Hässleholms Järnvägar, anlades 1917 ett 3,5 kilometer långt industrispår norrut till Östanå. Det byggdes med spårvidden 600 mm, men breddades 1947–1948 till normalspår. Det låg utan trafik efter brukets nedläggning 1981 och revs 1989.
År 1942 köptes bruket av AB Åkerlund & Rausing. Bolaget genomförde stora moderniseringar för att också tillverka emballagepapper, mjölpåsar och liknande.
Företaget köptes 1966 av Klippans bruk, som där producerade papper till kopiatorer. På 1970-talet fanns planer på en utbyggnad. Klippans Finpappersbruk köptes dock 1976 av Södra Skogsägarna, varefter tillgångarna i Östanå såldes ut. Skogen såldes till Domänverket och bruket i Östanå lades ner 1981.
Från år 1983 hade Östanå Bruk Förpacknings AB sin verksamhet på platsen.

## Byggnader

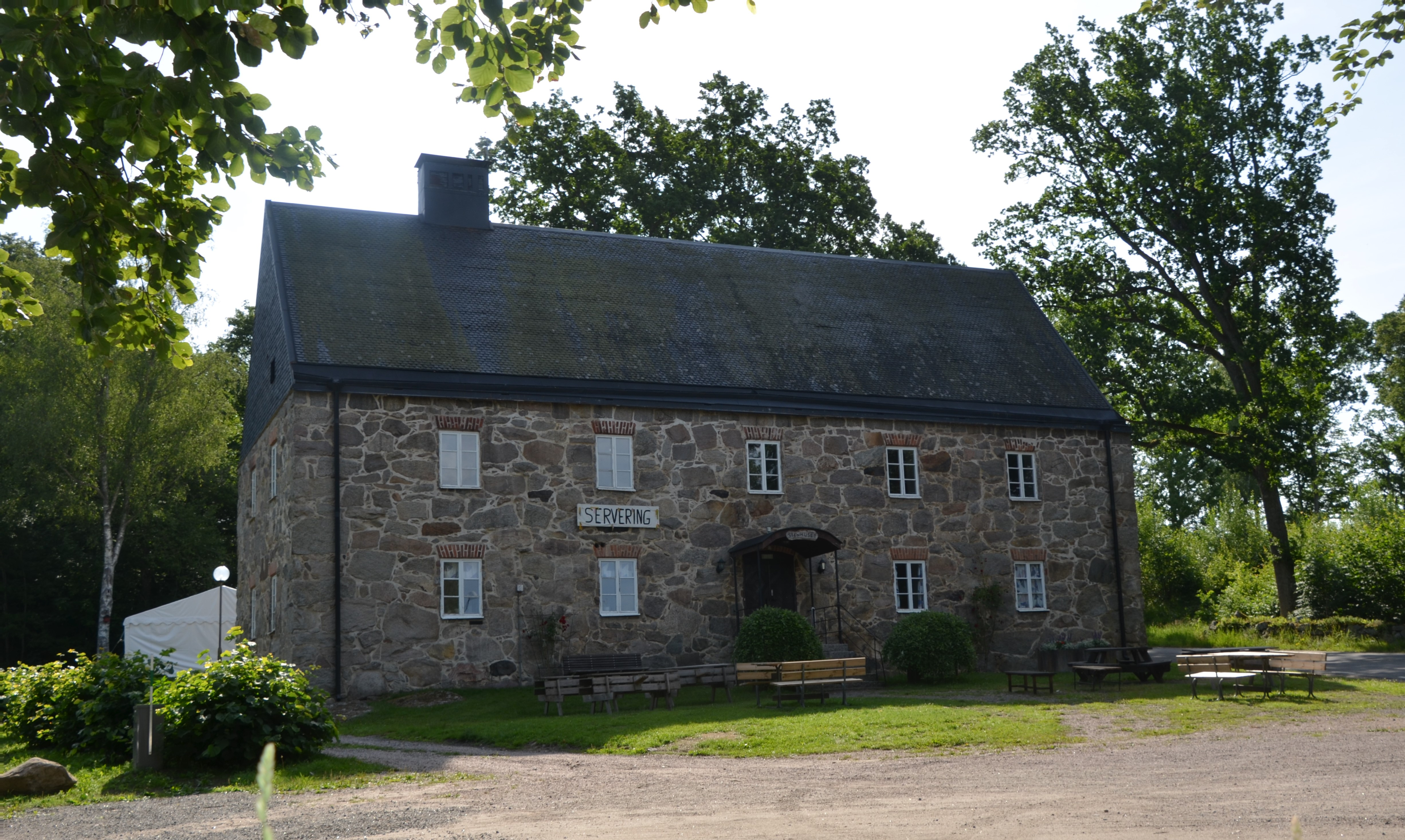
Stenhuset

Den främst bevarade byggnaden är Korsvirkeshuset i tre våningar från 1861, som tidigare inrymde pappersmästarens bostad och brukets kontor. Det hade tidigare också en flygel mot Helge å i samma höjd, en flygel som rivits efter 1951. Det gjordes i slutet av 2000-talet om till hotell- och konferensbyggnad. Efter nedläggningen av bruket hyrdes flera byggnader ut till försvarsmakten  och underhölls inte nämnvärt. Ejendomsselskabet Korsvirkeshuset köpte bruket 2006 och rustade upp byggnaderna till en kurs- och konferensanläggning.
Stenhuset uppfördes 1781 som spannmålsmagasin för Vanås slott. Det är en tvåvåningsbyggnad i gråsten, som Ludwig Littorin köpte 1862 för att göra om till arbetarbostäder med tio lägenheter. Det beboddes troligen till en bit in på 1920-talet. År 1950 byggdes det om till fritidslokaler, samlingslokal och biograf. Det förvaltas sedan 1976 av Östanå Byalag. Östra Göinge övertog ägandeskapet 1980 och överlät det till Östanå Byalag 1986.
I en backe bakom Korsvirkeshuset, på krönet av nöjesfältet Pappbacken, uppfördes under sent 1800-tal eller tidigt 1900-tal Paviljongen. Detta är en åttakantig liten byggnad, klädd med locklistpanel, vilken 2007 restaurerades av Regionmuseet Kristianstad. 
För pappersproduktionen uppfördes 1862 vid Helge å en 51 meter lång länga med tre sammanhängande en–två-våningsbyggnader. Den södra delen innehöll på 1860-talet tre ånguppvärmda massakar med omrörare och sil, två limkokningskar samt två pressar. Den mellersta delen, som var i två våningar, inrymde på den nedre våningen bland annat ångpanna och maskiner, som pumpar, drivna av en turbin på 70 hk. Den övre våningen hade valskistor, klorblekvals och ångupphettad cylinder för papperstorkning, glättmaskiner samt torkrum för papper. Den norra delen var avsedd för brukets pappersmaskin. Denna byggnad ersattes av en ny byggnad någon gång före 1951.